# Casa da Fazenda Jurujuba
A Casa da Fazenda Jurujuba, também conhecida como Casarão das Charitas, é um casarão histórico, construído no século XVIII, pelo engenheiro militar José Fernandes Pinto Alpoim, para ser sede da Fazenda Jurujuba. O casarão está localizado na cidade de Niterói, no estado do Rio de Janeiro. É um patrimônio histórico tombado pelo Instituto do Patrimônio Histórico e Artístico Nacional (IPHAN), na data de 11 de abril de 1962, sob o processo de nº 585.T.1985.

## História
No século XVIII, foi propriedade de João Malheiro Reimão Pereira que contratou o engenheiro militar José Fernandes Pinto Alpoim para construir a sede da Fazenda Jurujuba. Em 1757, a propriedade é comprado pelo Frei António do Desterro, bispo do Rio de Janeiro na época. E em 1762, o Frei doa a propriedade para o Seminário de São José.

## Arquitetura
Sobrado de arquitetura colonial, foi construído com dois pavimentos. As paredes externas foram construídas em alvenaria de tijolo e cal e possui cunhais nas quinas. Na fachada principal, o primeiro pavimento possui quatro janelas e uma porta que dá acesso a uma varanda com cinco pórticos em arco; O pavimento superior possui cinco portas que dão acesso a balcões em gradil de ferro. Os vãos das janelas e portas possuem vergas em arco na parte superior e molduras decorativas em granito nas janelas. O telhado foi construído com quatro águas e cornijas. O sobrado possui um pátio interno, fechado e com oito colunas dóricas, que sustentam a varanda do pavimento superior.